# Saurcobotys
Saurcobotys é um gênero de mariposa pertencente à família Crambidae.